# Хитрово, Богдан Матвеевич
Богда́н Матве́евич Хитрово́ (30 мая (9 июня) 1615, село Григоровское, Перемышльский уезд, Русское Царство — 4 (14) марта 1680, Москва, Русское Царство) —  стряпчий (1636), комнатный стольник у крюка (1640), окольничий и оружничий (1658), боярин и оружничий (1668), боярин, дворецкий и оружничий (1676), основатель городов-крепостей Большой Корсун и Синбирск.
Владелец знаменитого Евангелия Хитрово, которое названо его именем.

## Биография

### Ранние годы при дворе
Из рода Хитрово. Сын дворянина Матвея Елизаровича Хитрово (умер 1654) и Пелагеи Алексеевны Ртищевой (умерла 1657), племянник постельничего и окольничего Михаила Ртищева. Двоюродный брат Ф. М. Ртищева, одного из приближённых к царю Алексею Михайловичу людей.
Родился в родовом поместье своего отца в селе Григоровское под Калугой. Получил прекрасное образование, знал латынь и польский язык, что могло способствовать его стремительной карьере, которая началась в 1633 году, когда он стал комнатным стряпчим во дворце царя Михаила Фёдоровича. С 1636 года он — стольник.

### Строительство Черты и крепостей
В 1646 году Б. М. Хитрово был назначен городовым воеводой в Темникове и заведовал строительством укреплений новой Черты: Керенским (1646—1647) и Карсунским участками (1647—1648). Здесь им были устроены:  крепость Карсун, острог Малый Карсун (Старое Погорелово), Тальский острог (село Коноплянка), острог Аргаш (село Аргаш), Сурский острог (Первомайское).
В 1647 году, за строительство засечных черт, Богдан Хитрово был пожалован в окольничьи.

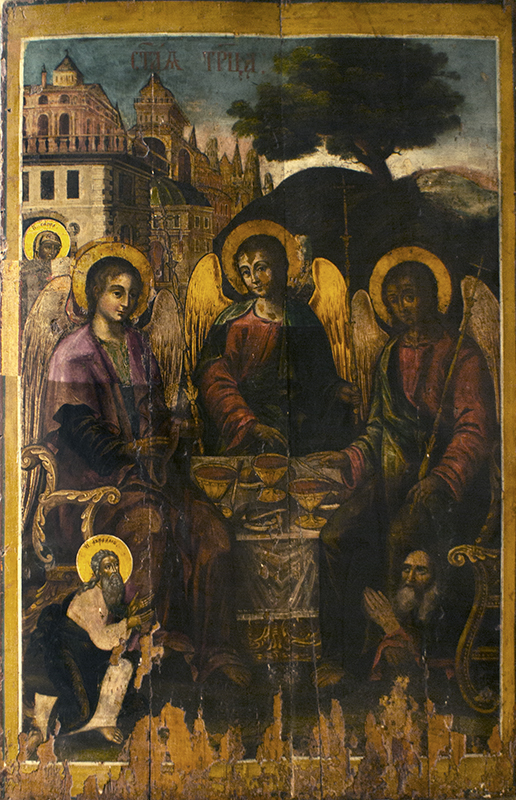
Калужская Троица Ветхозаветная с предположительным портретом Б. М. Хитрово справа, XVII в.

Царским указом от 10 февраля 1648 года ему было предписано продолжить строительство Синбирского участка Черты. В течение весны и лета 1648 года он руководил постройкой города-крепости Синбирск, расположенного на высоком берегу Волги, что позволяло контролировать передвижение судов по реке, а также перемещения кочевников. Внутри Синбирского кремля была построена Троицкая церковь, дом воеводы, таможня и ряд других построек.
Помимо этого, в 1646—1648 годах усилиями Б. М. Хитрово были укреплены уже существовавшие крепости: Керенск (Вадинск), Верхний и Нижний Ломов, Атемар, Саранск.

### Руководство приказами
В 1649—1650 годах Б. М. Хитрово заведовал Челобитным приказом, с июля 1651 года по декабрь 1655 года — Земским приказом.
Летом 1654 года отличился при осаде Смоленска; затем — в кампанию 1655 года, за что получил от царя награду: «кафтан атласный золотной на соболях, кубок золочен с кровлею и денежныя придачи 80 рублев». В составе Большого полка Я. К. Черкасского участвовал в войне со Швецией. Был в посольствах в Польше и Швеции.
С 1656 года вплоть до самой смерти в 1680 году возглавлял Оружейный приказ, который располагался тогда в здании Казённого двора (сгорел в пожар 1737 года) между Архангельским и Благовещенским соборами. В его состав входили также Иконный приказ, приказ Золотых и Серебряных дел. Богдан Матвеевич Хитрово не только способствовал превращению Оружейной палаты в один из лучших музеев России, но и сам выступил в роли одного из первых коллекционеров.
Кроме всего, Б. М. Хитрово руководил ещё и Ствольным приказом (1653 и 1659—1666); в 1663 году он получил под своё начальство Приказ Большого Дворца; 1 сентября 1667 года он был пожалован в бояре.
О степени влиятельности Б. М. Хитрово говорит тот факт, что когда 18 июня 1676 года венчался на царство Фёдор Алексеевич, Хитрово стоял на самом почётном «чертожном» месте (то есть позади царя) рядом с двумя особо ближними боярами — Никитой Ивановичем Одоевским и Юрием Алексеевичем Долгоруковым.
Богдан Матвеевич Хитрово умер в марте 1680 года и был похоронен в Смоленском соборе Новодевичьего монастыря, куда он неоднократно делал богатые пожертвования.

## Земельные владения

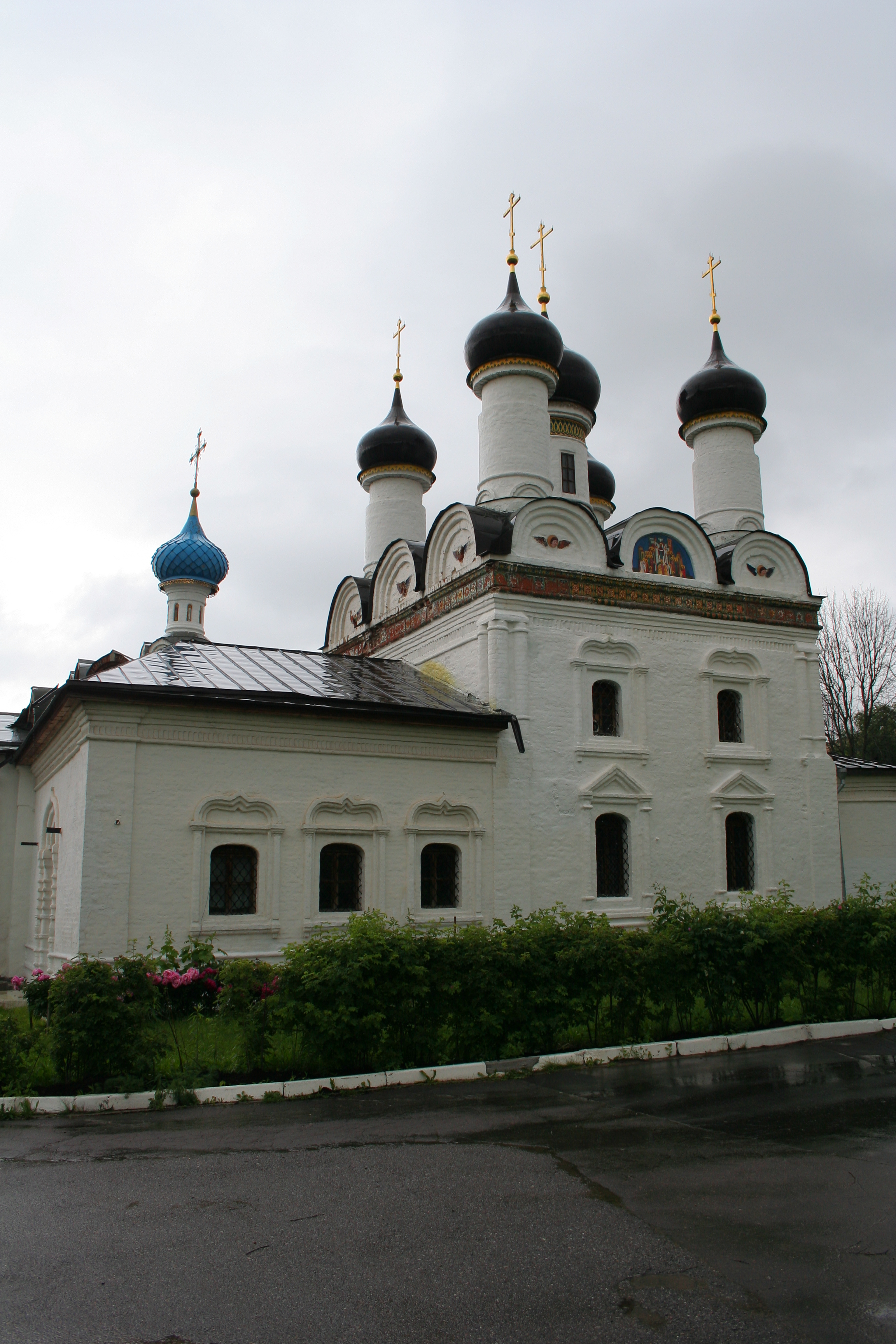
Вотчинная церковь в Братцеве построена в 1670 г. на средства боярина Хитрово

Государственной земли у Хитрово было до 900 четей (450 гектаров). Кроме, принадлежавшего ему с 1648 года, села Успенское под Царёво-Санчурском (вотчины, полученной за основание Симбирска), в 1657 году он приобрёл село Братцево. В качестве приданого за второй женой, Марией Ивановной (Львовой), он получил в 1671 году подмосковное село Тарычёво, к которому 3 августа 1676 года царским указом ему были дарованы близлежащие деревни Прудищи, Тимохово и две трети села Новое, образовавшие Большую Тарычёвскую вотчину, которая частично вошла в состав Москвы (районы Бирюлёво Западное и Восточное).
Кроме этого, с 1676 года он владел подмосковным селом Ознобишино.
Хитрово был также одним из щедрых вкладчиков Донского монастыря в Москве.

## Семья
Хитрово был женат дважды:

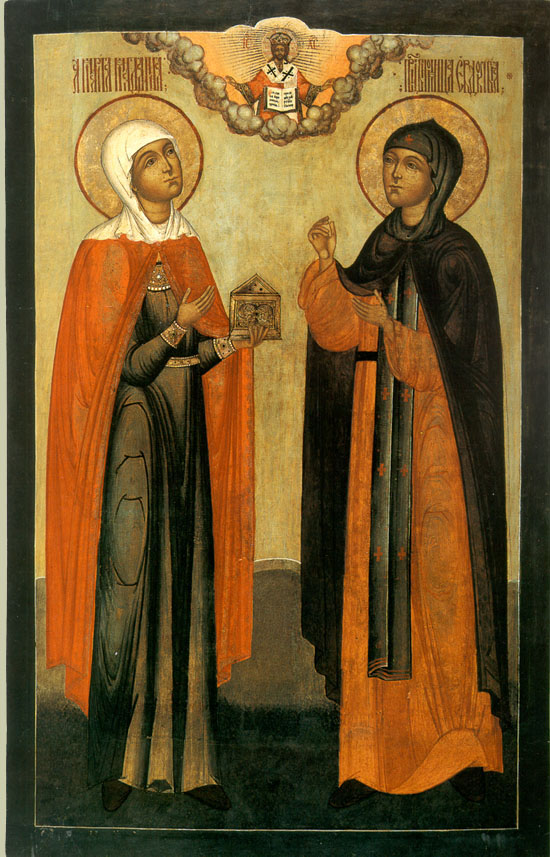
Мария Магдалина и Преподобная Евдокия. Происходит из церкви Троицы в Ознобишине под Москвой. Икона написана по заказу Хитрово как образ святых покровителей его жены, Марии Ивановны Хитрово, и её матери, княгини Евдокии Буйносовой-Ростовской.

- от первого брака родилась дочь, Василиса (Васса) — замужем за князем И. Б. Троекуровым;
- вторая жена — Мария Ивановна (урождённая Львова, вдова[источник не указан 3477 дней] князя Ю. П. Буйносова-Ростовского; умерла 29 июня 1693 года); их единственный ребёнок, дочь Ирина умерла на несколько дней раньше Богдана Матвеевича и похоронена с ним в одной могиле.

## Память
- Памятник Б. М. Хитрово (2008, г. Ульяновск);
- Памятник Б. М. Хитрово (2007, г. Карсун);
- Улица Богдана Хитрово в Ульяновске;
- Улица Богдана Хитрово в Карсуне;
- Переулок Богдана Хитрово в Карсуне;

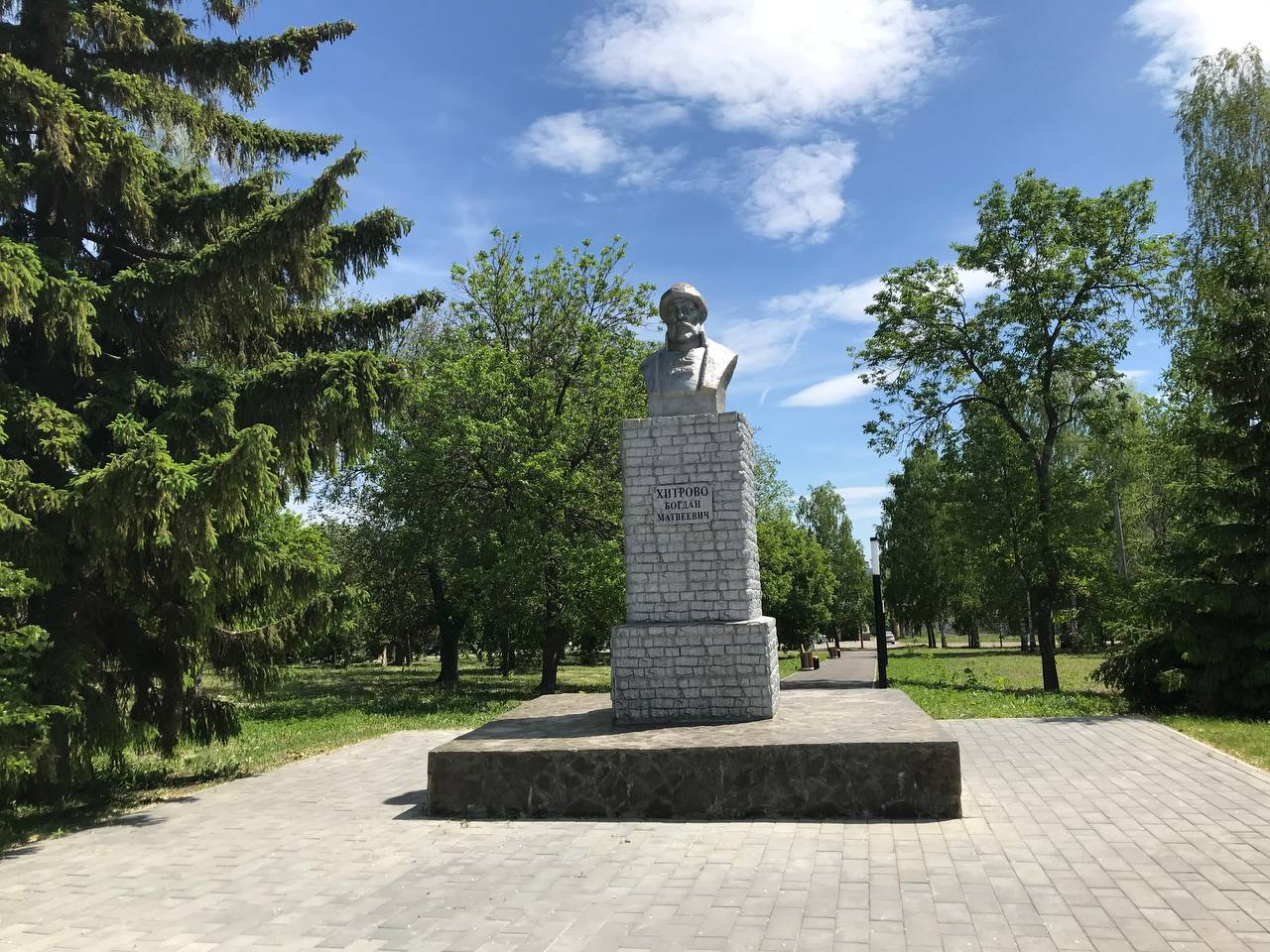
В 2011 году, решением Ульяновской Городской Думы, Б. М. Хитрово присвоено звание «Почётный гражданин города Ульяновска» (посмертно), которое является высшей наградой муниципального образования "Город Ульяновск"[3].  - Памятник Богдану Хитрово. Скульптор Олег Клюев.
Памятник основателю города Б. М. Хитрово в Ульяновске (2008).
  - Памятник основателю города Б. М. Хитрово в Ульяновске (2008).

## Знаки отличия
- «кафтан атласный золотной на соболях, кубок золочен с кровлею и денежныя придачи 80 рублев».
- Награждён оружием. В Государственном музее-заповеднике «Царское Село» хранится сабля, на клинке которой золотом наведена надпись: «Государь Царь и Великий князь Михаил Фёдорович всея Руси пожаловал сею саблею Стольника Богдана Матвеева Хитрово». Царь Михаил Фёдорович правил в 1613—1645 годах. Однако, за какие именно заслуги стольник Богдан Матвеевич получил дарственную саблю, не известно.

## Критика
В биографии Б.М. Хитрово указана его  мать — Пелагея Алексеевна Ртищева (ум. 1657), но в собственноручном предисловии синодика, который Богдан Матвеевич написал в 1654 году, вероятно после смерти отца в том же году и который хранился в восстановленным им Лютиковом Троицком Перемышльском монастыре указано: "....блаженной памяти родителей моих отца моего Матвея Елизаровича и матери моей инокини и схимницы Прасковьи Алексеевны". 